# Tyne Cot Memorial
Het Tyne Cot Memorial is een gedenkmuur, gelegen aan de noordoostzijde van de Tyne Cot Cemetery in het Belgische dorp Passendale. Het is opgericht ter herdenking van de bijna 35.000 slachtoffers uit de Eerste Wereldoorlog die na 15 augustus 1917 in de Ieperboog gesneuveld zijn en geen gekend graf hebben. Zij stierven voornamelijk tijdens de Derde Slag om Ieper en het Duitse lenteoffensief van 1918.

## Geschiedenis
Het ontwerp is van Herbert Baker en bestaat uit een 150 m lange boogvormige muur opgebouwd met silex stenen en aan de uiteinden begrensd door een natuurstenen paviljoen afgewerkt met een koepelvormig dak. Deze gebouwen staan – net zoals het Cross of Sacrifice - op Duitse betonnen versterkingen gebouwd. De muur werd afgewerkt met kunstwerken van de beeldhouwers F.V. Blundstone en Joseph Armitage. Aan de buitenzijde achter de muur bevinden zich twee rotondes en aan de noordelijke en zuidelijke uiteinden een halfcirkelvormige apsis. Aan de hele constructie hangen panelen in Portlandsteen waarop de namen van de vermisten gegraveerd zijn. Boven de panelen staat de volgende tekst gegraveerd: "1914 - HERE ARE RECORDED THE NAMES OF OFFICERS AND MEN OF THE ARMIES OF THE BRITISH EMPIRE WHO FELL IN YPRES SALIENT, BUT TO WHOM THE FORTUNE OF WAR DENIED THE KNOWN AND HONOURED BURIAL GIVEN TO THEIR COMRADES IN DEATH - 1918". Het monument wordt onderhouden door de Commonwealth War Graves Commission.
In het midden van de muur is een halfcirkelvormige apsis gebouwd waarin eveneens op panelen de namen gegraveerd staan van de bijna 1.200 Nieuw-Zeelandse vermisten. Dit is een van de acht memorials voor de gesneuvelde Nieuw-Zeelanders aan het westfront.
Het memorial werd onthuld op 20 juni 1927 door Sir Gilbert Dyett. In België zijn er nog 2 Memorial to the Missing: de Menenpoort in Ieper en Ploegsteert Memorial in Ploegsteert. Daarnaast zijn er nog 2 New Zealand Memorial to the Missing: de Buttes New British Cemetery (N.Z.) Memorial, Polygon Wood in Zonnebeke en Messines Ridge (New Zealand) Memorial in Mesen.
In 2002 werd de herdenkingsmuur samen met de begraafplaats als monument beschermd.

## Bijzondere onderscheidingen
- Philip Eric Bent, luitenant-kolonel bij het Leicestershire Regiment, werd onderscheiden met het Victoria Cross en de Distinguished Service Order (VC, DSO).
- Ernest Seaman, korporaal bij de Royal Inniskilling Fusiliers, werd onderscheiden met het Victoria Cross en de Military Medal (VC, MM).
- William Clamp, korporaal bij het 6th Bn. Yorkshire Regiment, werd onderscheiden met het Victoria Cross (VC).
- Arnold Edwin Bare, kapitein bij het London Regiment (Artists' Rifles), werd vereerd met het lidmaatschap van de Royal Victorian Order (MVO).
- Harry Moorhouse, luitenant-kolonel bij de King's Own Yorkshire Light Infantry werd onderscheiden met de Distinguished Service Order en de Territorial Decoration (DSO, TD).
- Gordon Williams,luitenant bij het London Regiment (Artists' Rifles) werd vereerd met de Royal Victorian Medal (RVM).